# Prionops
Prionops là một chi chim gồm 8 loài có kích thước từ nhỏ đến trung bình thuộc họ Vangidae. Đây là một nhóm các loài phân bố ở bụi rậm và rừng thưa ở châu Phi. Chúng có tập tính ăn uống tương tự như bách thanh, săn côn trùng và các con mồi nhỏ khác từ vị trí đậu trên bụi cây hoặc cây.

## Các loài
- Prionops alberti
- Prionops caniceps
- Prionops gabela
- Prionops plumatus
- Prionops poliolophus
- Prionops retzii
- Prionops rufiventris
- Prionops scopifrons